# لخازيات

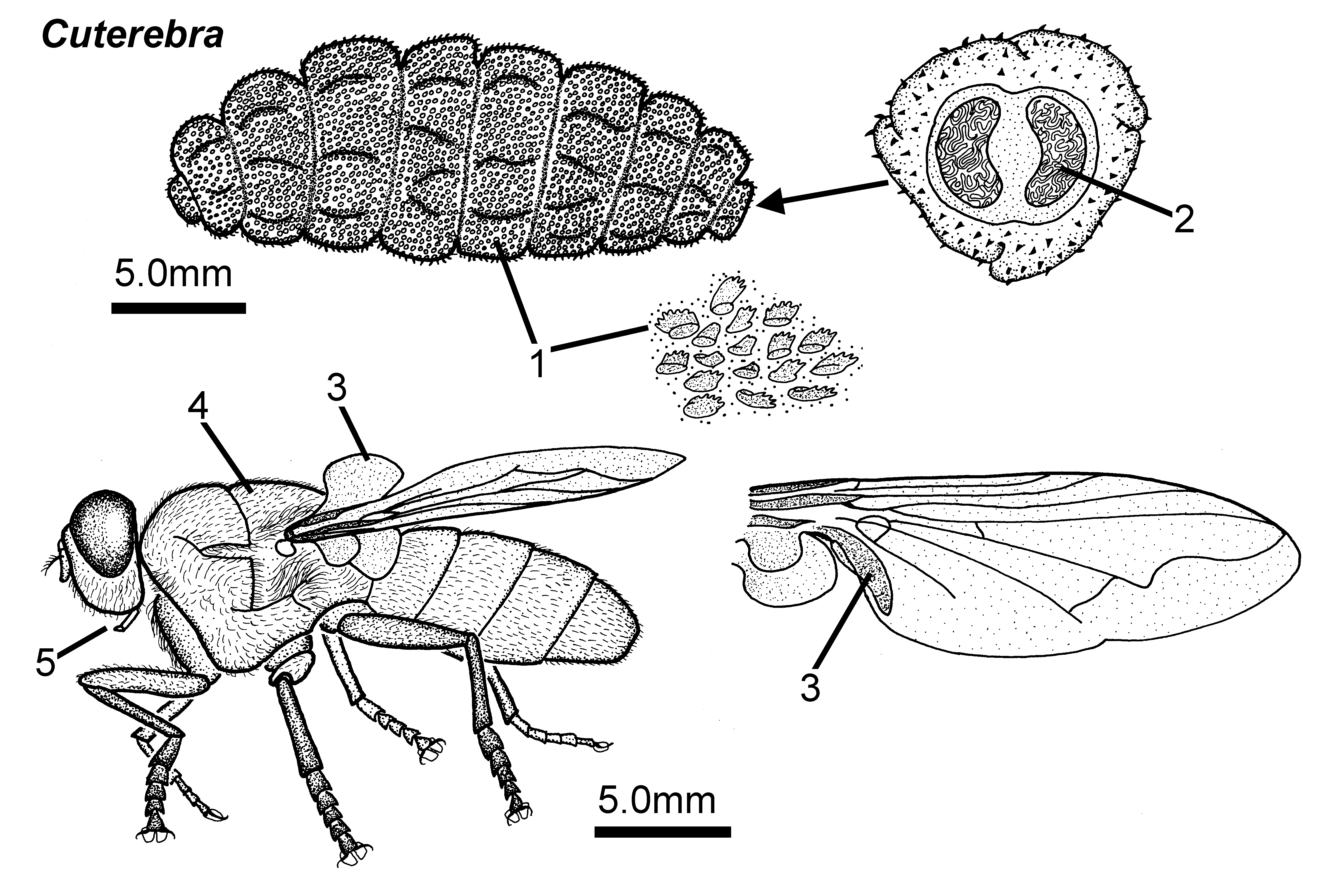

اللخازيات أو الذباب كيوتريبريني (الاسم العلمي: Cuterebrinae)، فُصيلة حشرات ذبابية من غمديات الأجنحة من فصيلة النبريات. تحتوي على الذباب الكبير والطفيلي. تم التعامل مع هذه المجموعة تاريخيًا على أنها فصيلة، ولكن جميع التصنيفات الأخيرة وضعتها داخل فصيلة النبريات. تضم جنسان وكلاهم يقضي مراحل اليرقنة في جلد الثدييات. جنس لخازة، يهاجم القوارض والحيوانات المماثلة. أما الجنس الآخر، الخامشة البشرية، تُهاجم الرئيسيات، بما في ذلك البشر.

## روابط خارجية
- (بالfr+en) مرجع موسوعة الحياة (EOL) : لخازيات